# Russula crustosa
Russula crustosa é um fungo crustoso que pertence ao gênero de cogumelos Russula na ordem Russulales. Foi descrito cientificamente por Charles Horton Peck em 1886.